# Bernard Krone Holding

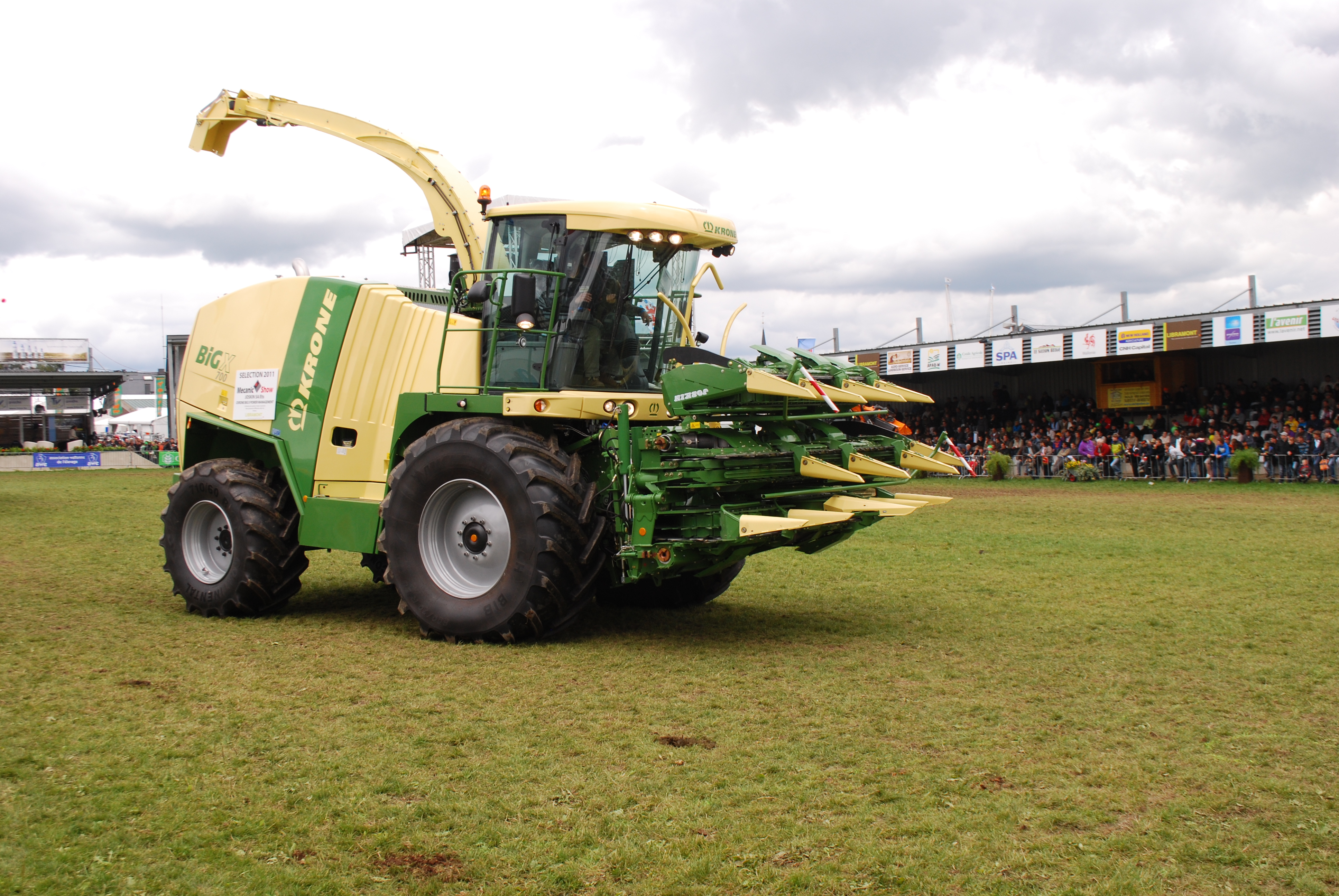
Sieczkarnia samojezdna marki Krone

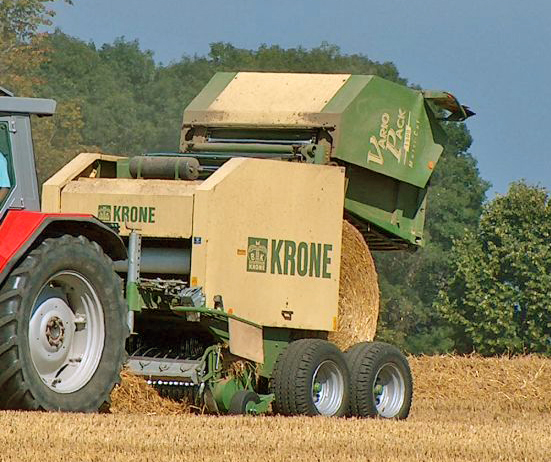
Prasa marki Krone

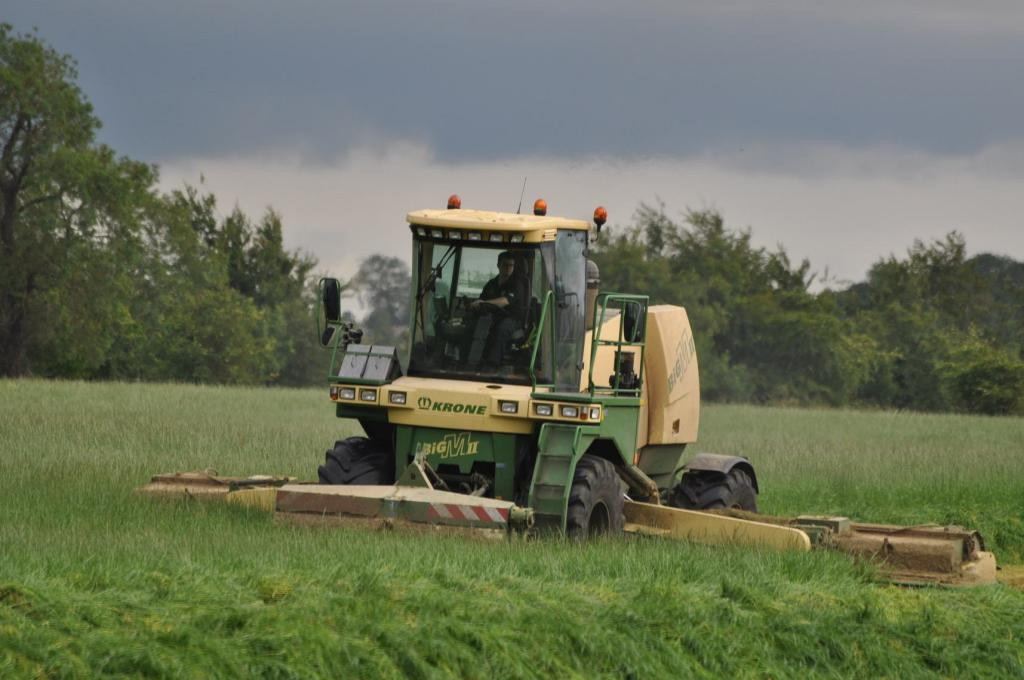
Kosiarka samojezdna marki Krone

Bernard Krone Holding SE & Co. KG – niemiecki producent maszyn rolniczych i naczep do ciężarówek z siedzibą w Spelle.
Historia marki zaczęła się w 1906 roku kiedy Bernard Krone założył zakład kowalski w północnych Niemczech, w miejscowości Spelle w powiecie Emsland, w gospodarstwie rolnym, które odziedziczył. W 1930 roku firma zajmowała się produkcją maszyn do zbioru plonów i uprawy ziemi. Po wojnie poszerzono produkcję o pługi i przyczepy. Następnie linię produkcyjną wzbogacono jeszcze o rozrzutniki oraz wózki wywrotowe i załadunkowe.
Fabryka w Spelle prosperowała bardzo dobrze, dlatego w 1963 roku zakupiono teren w Werlte i zbudowano drugi zakład Krone, w którym początkowo firma zaczęła produkować przyczepy rolnicze, przyczepy wywrotki oraz wózki platformowe. Spadek sprzedaży spowodował, że w 1970 roku przestawiono produkcję na naczepy oraz przyczepy do transportu drogowego towarów.
Od 1990 roku przedsiębiorstwo specjalizuje się w tworzeniu sieczkarni. Obecnie Krone oferuje swoim klientom między innymi: przyczepy samozbierające, przetrząsacze, sieczkarnie samojezdne, kosiarki, prasy oraz naczepy do ciągników siodłowych.
20 maja 1996 roku została wprowadzona na rynek pierwsza kosiarka ze spulchniaczem (zwana także kosiarką dyskową) marki Krone (model Big M). Model ten osiąga prędkość pracy do 20 ha/h, a jego szerokość robocza 2–4 m umożliwia pełne skoszenie trawy. Moc kosiarki Krone została udokumentowana w 1999 roku po przeprowadzeniu 24-godzinnego testu wytrzymałości. Kosiarka wpisała się do Księgi Rekordów Guinnessa za 315,1 hektara skoszonej łąk i indywidualny rekord godzinowy 15,2 hektara.